# Бодлив щир
Бодливият щир (Amaranthus spinosus) е растение, което произхожда от тропическите райони на Северна и Южна Америка, но присъства на повечето континенти като въведен вид, а понякога и като плевел. Може да бъде сериозен плевел при отглеждането на ориз в Азия. В България растението е включено в списъка на лечебните растения съгласно Закона за лечебните растения.

## Употреба

### Като багрило
На кхмерски език се нарича pti banlar, а на виетнамски: dền и пепелта от него в миналото се е използвала като сива боя за плат.

### Като храна
Подобно на няколко сродни вида, бодливият щир е ценено хранително растение в Африка. Ценен е и в тайландската кухня, където се нарича пхак кхом (на тайски: ผักขม). Използва се за храна във Филипините, където се нарича kulitis. 
Семената се ядат от много пойни птици. 

### В народната медицина
В народната медицина на Индия пепелта от плодовете на бодлив щир се използват при жълтеница.  Водни екстракти от корените и листата му са били използвани като диуретик във Виетнам. 